# Будяк (фільм)
«Будяк» (англ. Ironweed) — американський кінофільм 1987 року. Екранізація твору американського письменника та журналіста Вільяма Кеннеді.

## Сюжет
Фільм про двох ізгоїв суспільства. Колись в обох були сім'ї і розмірене сите життя пересічних американських громадян. Але волею випадку кожен з них позбувся сім'ї, став чужим для своїх близьких. Доля звела разом цих чоловіка і жінку. І ось вони удвох мандрують, сплять де доведеться, харчуються чим Бог пошле і обидвоє сильно п'ють. Відносини між ними непрості — від бійок і божевільних скандалів до пронизливо-ніжного кохання.

## У ролях
| Актор           | Роль               |
| --------------- | ------------------ |
| Джек Ніколсон   | Френсіс Фелан      |
| Френк Вейлі     | юний Френсіс Фелан |
| Меріл Стріп     | Гелен Арчер        |
| Керрол Бейкер   | Енні Фелан         |
| Майкл О'Кіф     | Біллі Фелан        |
| Даян Венора     | Маргарет Фелан     |
| Фред Гвін       | Оскар Рео          |
| Маргарет Віттон | Катріна Догерті    |
| Том Вейтс       | Руді               |
| Джейк Денджел   | Пі Ві              |
| Нейтан Лейн     | Гарольд Аллен      |